# Hipposideros kunzi
Hipposideros kunzi (Murray, Khan, Kingston, Zubaid & Campbell, 2018) è un pipistrello della famiglia degli Ipposideridi endemico della Penisola Malese.

## Descrizione

### Dimensioni
Pipistrello di piccole dimensioni, con la lunghezza dell'avambraccio tra 38,8 e 45,6 mm, la lunghezza della coda tra 21 e 34 mm, la lunghezza delle orecchie tra 15 e 19,5 mm e un peso fino a 12 g.

### Aspetto
Le parti dorsali variano dal marrone al marrone scuro, con la base dei peli bianca, mentre le parti ventrali sono giallo-brunastre o dorate. È presente una fase completamente arancione. Le orecchie sono grandi, arrotondate e con l'estremità smussata. La foglia nasale è priva di fogliette laterali ed ha un setto nasale di forma generalmente triangolare. Le porzioni anteriori e posteriori della foglia nasale sono bruno-grigiastre scure, mentre la parte centrale è rosata. Le membrane alari sono marroni scure. La coda è lunga e si estende leggermente oltre l'ampio uropatagio. Il secondo premolare superiore è minuto e disposto fuori dalla linea alveolare. I maschi sono più piccoli delle femmine.

### Ecolocazione
Emette ultrasuoni sotto forma di impulsi a frequenza costante variabile tra 133,2 e 147,5 kHz.

## Biologia

### Comportamento
Si rifugia nelle grotte.

### Alimentazione
Si nutre di insetti.

### Riproduzione
Femmine gravide sono state catturate a febbraio e marzo, mentre altre che allattavano sono state osservate da aprile attraverso tutto settembre.

## Distribuzione e habitat
Questa specie è diffusa nella Penisola Malese a sud dell'Istmo di Kra.

## Conservazione
Questa specie, essendo stata scoperta solo recentemente, non è stata sottoposta ancora a nessun criterio di conservazione.